# Sammlung (Werktyp)
Eine Sammlung ist in der Buchwissenschaft eine Zusammenstellung mehrerer Einzelwerke eines Autors in einer Veröffentlichung, beispielsweise eine Sammlung von Kurzgeschichten oder von Essays. Demgegenüber werden Zusammenstellungen von Werken mehrerer Autoren im wissenschaftlichen Bereich als Sammelwerk (zum Beispiel Zusammenstellungen von Fachartikeln zu einem Thema) und im literarischen Bereich als Anthologie bezeichnet. Zusammenstellungen von Gedichten oder von Abbildungen eines bildenden Künstlers gelten gemäß den Regeln für die alphabetische Katalogisierung nicht als Sammlung, sondern als Einzelwerke.
Bei einer Sammelausgabe – im angelsächsischen Raum verbreitet als Omnibus-Ausgabe bezeichnet – handelt es sich im Gegensatz zur Sammlung um eine Veröffentlichung zuvor unabhängig erschienener Werke. Beim Sammelband schließlich handelt es sich um eine zusammengebundene Ausgabe unabhängiger Schriften, zum Beispiel die zusammengebundenen Hefte eines Jahrgangs einer Zeitschrift.